# Sportverein Horn
El SV Horn es un club de fútbol austríaco que juega en la Primera Liga de Austria, la segunda división más importante del fútbol de Austria.

## Historia
Se fundó en 1922 en la ciudad de Horn. Los partidos de casa los juega en el Waldviertler Volksbank Arena. Su mayor logro es la Copa de Austria, ganada en 2008 al SV Feldkirchen por 2-1. Posteriormente jugó la Supercopa de Austria, aunque el resultado esta vez jugó en contra, por 7-1, contra el SK Rapid Wien. Actualmente juega en la Primera Liga de Austria.

## Entrenadores
- Anton Dragun (1990-1994)
- Karl Daxbacher (1994-1995)
- Peter Leitl (1995)
- Andreas Singer (1995-2001)
- Willhelm Schuldes (2001-2003)
- Reinhard Schendlinger (2003-2004)
- Bohumil Smrcek (2004)
- Attila Sekerlioglu (2005)
- Rupert Marko (2005-2010)
- Michael Streiter (2010-2013)
- Willhelm Schuldes (2013-2014)
- Christoph Westerthaler (2014-2015)
- Hans Kleer (2015-2016)
- Christoph Westerthaler (2016)
- Hamayoshi Masanori (2016-2017)
- Carsten Jancker (2017-)

## Palmarés
- Austrian Regional League (3): 2012, 2016, 2018

- Copa de Austria (1): 2008